# Мудре
Мудре́ — село в Україні, Чернігівській області, Прилуцькому районі. Входить до складу Варвинської селищної громади.
Колишня назва — Сіятовщина. 

## Населення
На мапі Шуберта 1869 року - х.Мудрів (Сіетовщина) - 20 дворів.
На мапі РСЧА 1941 року - х.Сіятовщина (40 дворів).
Згідно з переписом УРСР 1989 року чисельність наявного населення села становила 26 осіб, з яких 10 чоловіків та 16 жінок.
За переписом населення України 2001 року в селі мешкало 11 осіб. 100 % населення вказало своєю рідною мовою українську мову.